# Катастрофа подводного аппарата «Титан»
Крушение глубоководного обитаемого аппарата «Тита́н» (в русскоязычных СМИ неверно упоминается как батискаф) произошло 18 июня 2023 года. «Титан» пропал без вести после очередного погружения к обломкам лайнера «Титаник», затонувшего в 1912 году. На борту аппарата находились пять человек, включая трёх туристов. Поисково-спасательная операция началась на следующий день. Изначально предполагалось, что члены экипажа могут быть живы, а имеющегося на борту кислорода хватит примерно на четверо суток. Однако спустя три дня после начала поисково-спасательной операции примерно в пятистах метрах от носовой части «Титаника» были обнаружены обломки глубоководного аппарата: опорная рама, на которую крепился корпус, и заострённая оконечность лёгкого внешнего корпуса. Характер обнаруженных обломков позволяет заключить, что наиболее вероятной причиной крушения «Титана» послужила имплозия — мгновенное разрушение прочного корпуса огромным внешним давлением. Все находившиеся на борту погибли мгновенно.

## Описание аппарата

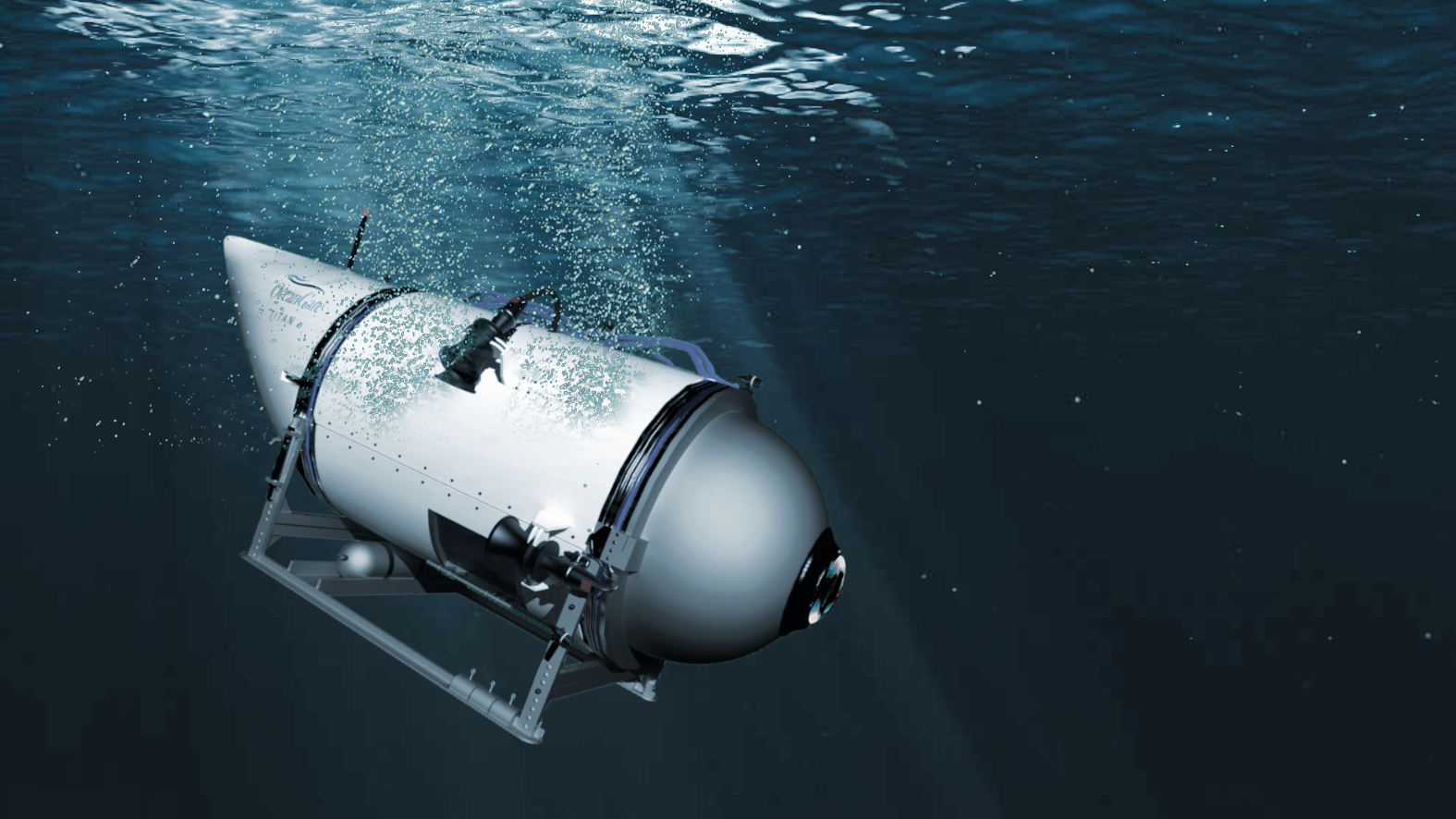
«Титан» под водой в представлении художника

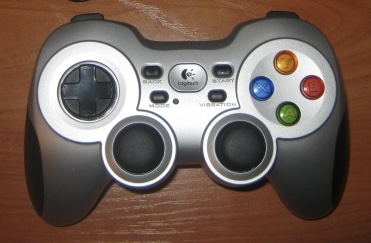
Беспроводной игровой контроллер Logitech F710, модифицированная версия которого использовалась для управления «Титаном»

Глубоководный обитаемый аппарат «Титан», произведённый американской компанией OceanGate, с 2021 года использовался для глубоководных погружений, в том числе к остову лайнера «Титаник», затонувшего в 1912 году.
Центральная часть прочного корпуса аппарата состояла из цилиндрической углепластиковой трубы с толщиной стенки 127 мм или 800 слоёв углеродного волокна. К торцам трубы, имеющим титановые фланцы, присоединялись две титановые полусферы. В передней полусфере имелся иллюминатор, к задней полусфере крепился конический обтекатель.
Длина подводного аппарата составляла 6,7 м, ширина, с учётом расположенных по бокам приводов, 2,8 м, внутренний диаметр прочного корпуса — 1,42 м, высота — 2,5 м, масса — 9525 кг. Аппарат не был мореходен и нуждался в судне-носителе. По словам производителя, аппарат развивал скорость 3 узла, или 5,6 км/ч; его разработка велась совместно c Вашингтонским университетом. Была заявлена возможность погружения до 4000 м, вместимость составляла пять человек.
По словам оператора, «Титан» использовался для научных исследований и сбора данных, производства медиапродукции, глубоководных испытаний, а также в туристических целях, например для погружений на «Титаник».

### Проблемы с безопасностью
Поскольку «Титан» работал в международных водах, на него не распространялись никакие правила безопасности. Судно не было сертифицировано как мореходное каким-либо регулирующим органом или сторонней организацией. Репортёр Дэвид Поуг, который участвовал в экспедиции в 2022 году в рамках программы «CBS News Sunday Morning», заявил, что все пассажиры, которые поднимаются на борт «Титана», подписывают отказ, подтверждающий их осведомлённость о том, что это «экспериментальное» судно, «которое не было одобрено или сертифицировано каким-либо регулирующим органом и может привести к физическим травмам, инвалидности, эмоциональной травме или смерти». Телевизионный продюсер Майк Рейсс, который также участвовал в экспедиции, отметил, что в отказе «смерть упоминается три раза на первой странице».
В статье, опубликованной в журнале Smithsonian в 2019 году, Раш назван «смелым изобретателем». В статье говорится, что Раш заявил, что Закон США о безопасности пассажирских судов 1993 года «без необходимости ставит безопасность пассажиров выше коммерческих инноваций». В интервью CBS News в 2022 году Раш говорит: «В какой-то момент безопасность просто становится пустой тратой времени. Если вы хотите быть в безопасности, не вставайте с постели. Не садитесь в машину. Не делайте ничего».
Компания OceanGate утверждала, что «Титан» был единственным управляемым подводным аппаратом, который использовал «интегрированную систему мониторинга здоровья в режиме реального времени». Запатентованная система использовала акустические датчики и тензодатчики для анализа влияния сжатия корпуса аппарата по мере погружения вглубь океана и контроля его жёсткости в режиме реального времени. Предполагалось, что эта функция позволит заблаговременно предупреждать о проблемах и даст достаточно времени, чтобы прервать спуск и вернуть «Титан» на поверхность.
В 2018 году директор по морским операциям компании OceanGate Дэвид Локридж составил отчет, в котором зафиксировал опасения по поводу безопасности «Титана». В судебных документах Локридж заявил, что он настоятельно просил компанию провести оценку и сертификацию «Титана» в агентстве, но OceanGate отказалась это делать, сославшись на нежелание платить. Он также сказал, что иллюминатор передней полусферы был сертифицирован только на глубину 1300 м, что составляет лишь треть глубины, необходимой для спуска к «Титанику». Локридж также был обеспокоен тем, что OceanGate не будет проводить неразрушающий контроль корпуса и каркаса судна перед пилотируемыми погружениями, и утверждал, что ему «неоднократно говорили, что дефектоскопия корпуса для выявления отслоений, пористости и пустот проклейки не может быть проведена из-за толщины корпуса».
Компания OceanGate заявила, что Локридж, который не был инженером, отказался принимать одобренное заключение по безопасности от инженерной группы OceanGate и что оценка корпуса «Титана», проведённая самой компанией, была строже, чем любая сторонняя оценка, которую Локридж считал необходимой. OceanGate подала в суд на Локриджа за якобы нарушение договора о конфиденциальности и мошеннические заявления. Локридж подал встречный иск, заявив, что его несправедливо уволили как информатора за то, что он поднял вопрос о возможности безопасной эксплуатации «Титана». Через несколько месяцев стороны пришли к соглашению.
Позже в 2018 году Marine Technology Society направило письмо Рашу, выразив «единодушную обеспокоенность по поводу разработки „Титана“ и запланированной экспедиции на „Титаник“», указав, что «текущий экспериментальный подход […] может привести к негативным последствиям (от незначительных до катастрофических), которые будут иметь серьёзные последствия для всех в отрасли». Один из подписавших письмо позже рассказал The New York Times, что Раш позвонил ему после прочтения письма и сказал, что, по его мнению, отраслевые стандарты подавляют инновации.
Джеймс Кэмерон заявил, что сразу понял причину исчезновения аппарата. Он же заметил, что выбор углепластика в качестве материала для прочного корпуса был «фундаментальной ошибкой»: углепластик хорошо работает при самых разных нагрузках, но очень плохо работает на сжатие.

## Исчезновение

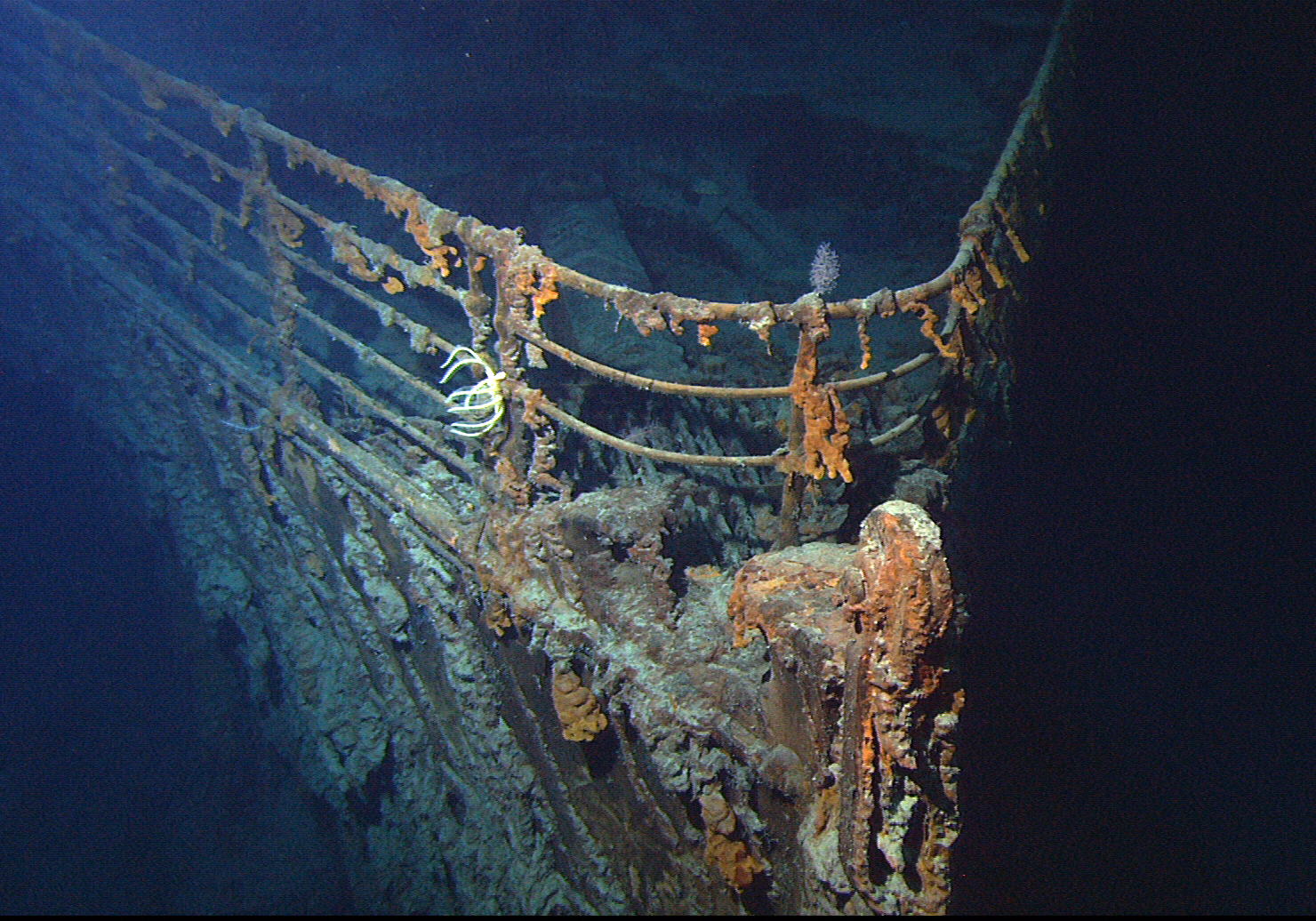
Нос корабля «Титаник», примерно в пятистах метрах от которого были обнаружены обломки «Титана»

«Титан» пропал в воскресенье 18 июня 2023 года во время погружения к затонувшему кораблю «Титаник». Судно прибыло к месту гибели «Титаника» рано утром в воскресенье на судне-носителе Polar Prince и начало погружение около 4 часов утра по местному времени. Связь с «Титаном» была потеряна примерно через 1 час 45 минут. Во время предыдущих погружений «Титана» к затонувшему кораблю «Титаник» связь с судном сопровождения уже временно прерывалась на несколько часов. С 2021 года компания OceanGate доставила на «Титаник» около 60 коммерческих клиентов и 15—20 учёных. Обычно «Титану» требовалось около 3 часов, чтобы спуститься на «Титаник», который находится на глубине около 3800 метров. Вся миссия, а именно спуск, исследование и подъём, обычно занимает 8 часов.
На борту «Титана» находились пять человек, включая трёх туристов, которых компания называет «специалистами по миссиям» и которые заплатили по 250 000 долларов США за экспедицию к затонувшему судну. В поисковой операции, которая координировалась из Бостона, принимали участие корабль канадской береговой охраны и военный самолёт. Кроме того, несколько правительств и компаний объявили о своей помощи в поисках. По расчётам экспертов, запаса кислорода на «Титане» было примерно на 96 часов, то есть он должен был иссякнуть утром 22 июня.
22 июня стало известно, что подводные микрофоны секретной системы акустического обнаружения ВМС США зарегистрировали звук имплозии «Титана» через некоторое время после того, как с аппаратом была потеряна связь.

### Люди на борту
- Стоктон Раш — командир подводного аппарата, генеральный директор и основатель компании OceanGate, разработавший «Титан». Жена Стоктона Раша Венди Вейл — праправнучка Исидора и Иды Штраусов, погибших при крушении «Титаника»[33].
- Шахзада Давуд[англ.] — британо-пакистанский бизнесмен, глава корпорации Dawood Hercules, попечитель Института SETI и член консультативного совета Prince's Trust[англ.] (благотворительного фонда, основанного Карлом III)[34]. С детства, посмотрев художественный фильм «Гибель „Титаника“», был увлечён историей этого корабля и его крушения.
- Сулеман Давуд — 19-летний сын Шахзады Давуда, студент Стратклайдского университета[35]. По словам сестры Шахзада Давуда, юноша был напуган предстоящим путешествием и говорил, что не готов к такому, — однако предпринял погружение, чтобы порадовать своего отца накануне празднования Дня отца[36].
- Поль-Анри Наржоле — бывший командир французского флота, дайвер, пилот подводного аппарата, член Французского института исследований и эксплуатации моря (IFREMER), директор по подводным исследованиям E/M Group и RMS Titanic, Inc, которой принадлежат права на спасение обломков «Титаника». Наржоле возглавлял несколько экспедиций на затонувший корабль, руководил извлечением тысяч артефактов и считался ведущим специалистом в области изучения обломков «Титаника», как сообщила The Guardian.
- Хамиш Хардинг — британский бизнесмен, авиатор и космический турист, поставил несколько мировых рекордов как путешественник. Был третьим человеком в мире (после Кэтрин Салливан и Ларри Коннора), кто побывал как в космосе, так и на дне Марианской впадины.

## Поисково-спасательная операция

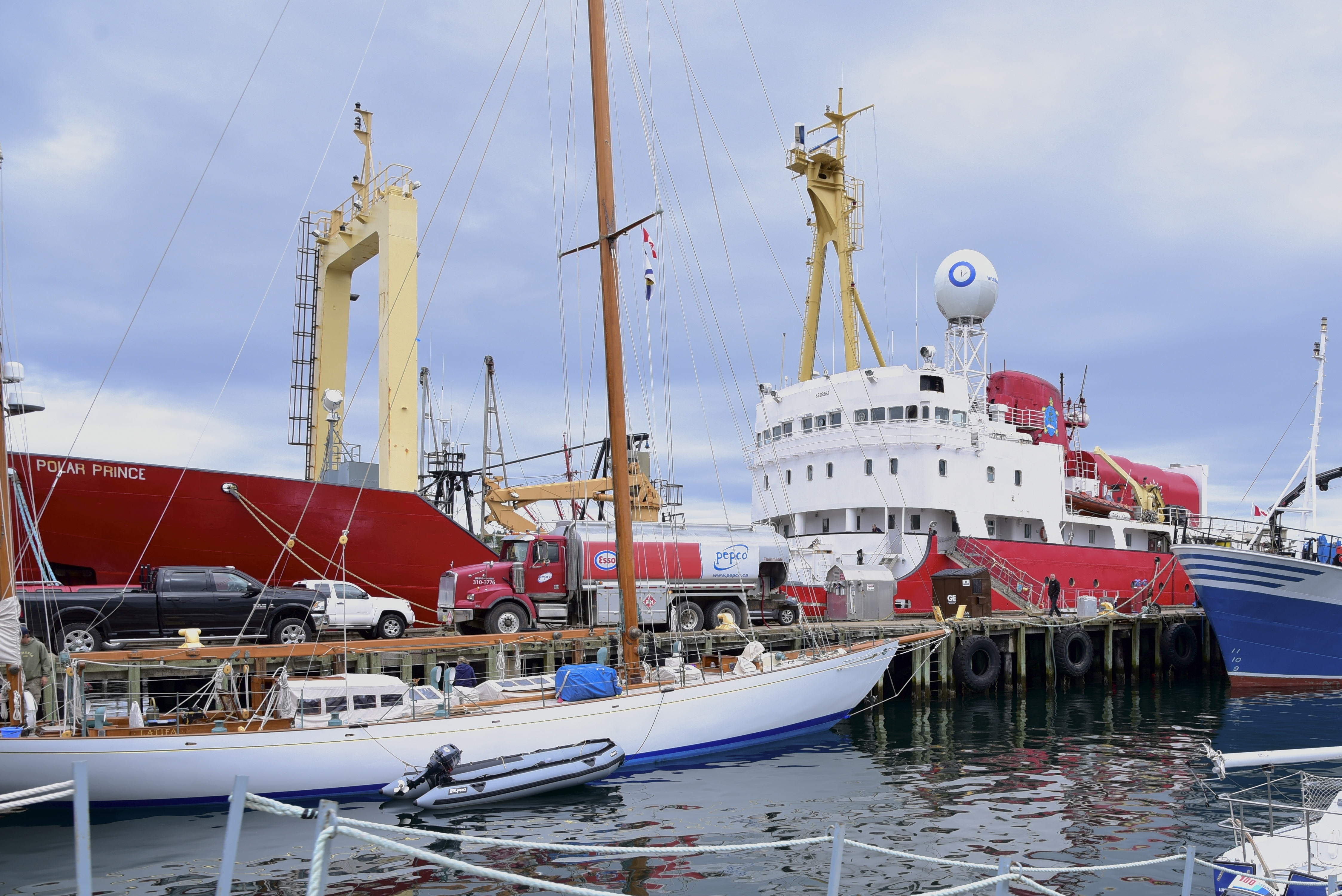
«Полярный принц», судно, доставившее «Титан» и команду экспедиции к месту погружения

### 19 июня
19 июня 2023 года экипажи Береговой охраны США, базирующиеся в Бостоне, начали поисковые работы в 900 морских милях от берега Кейп-Код, штат Массачусетс. Объединённый спасательно-координационный центр Галифакса сообщил, что в поисках принимает участие самолёт Королевских канадских ВВС Lockheed CP-140 Aurora.
Береговая охрана сообщила, что поисково-спасательная операция затруднена из-за удалённости места, но контр-адмирал Джон Могер заявил, что береговая охрана «задействует все имеющиеся средства». Помимо труднодоступности места, на все поисково-спасательные операции влияют «погодные условия, отсутствие света в ночное время, состояние моря и температура воды». Хотя многие подводные аппараты оснащены «акустическим устройством, часто называемым пингером, издающим звуки, которые могут быть обнаружены спасателями под водой», неизвестно, есть ли такое устройство на «Титане».
Поиск вёлся по двум направлениям: надводный поиск и подводный гидролокационный поиск. Для этого использовались 3 самолёта C-130 Hercules, 2 из США и 1 из Канады, 4 самолёта P-8 из Канады и гидролокационные буи.

### 20 июня
20 июня 2023 года прибыло трубоукладочное судно «Deep Energy» с двумя ТНПА и другим оборудованием, соответствующим глубинам морского дна в этом районе. По состоянию на 10:15 береговая охрана США провела поиск на площади 10 000 квадратных миль. Позже в тот же день ВМС США объявили, что они направляют экспертов и систему подъёма судов «Flyaway Deep Ocean Salvage System» (FADOSS), предназначенную для подъёма крупных и тяжёлых объектов. Ожидалось, что поддержка прибудет во вторник вечером. К поисково-спасательной операции также присоединился самолёт «C-130» Национальной воздушной гвардии, а к концу дня планируется прибытие ещё двух самолётов.
Береговая охрана США сообщила, что для оказания помощи в поисках направляются дополнительные корабли: «CCGS John Cabot», «CCGS Ann Harvey», «CCGS Terry Fox», «OSV Atlantic Merlin» с дистанционно управляемыми подводными аппаратами, «OSV Horizon Arctic», «OSV Skandi Vinland», французское исследовательское судно «L’Atalante» с дистанционно управляемыми подводными аппаратами и «HMCS Glace Bay». На судне «Glace Bay» находится медицинский персонал и мобильная декомпрессионная камера.
Согласно внутренней служебной записке американского правительства, во время поиска подводного аппарата гидролокатор канадского судна «CP-140» уловил звуки стука. Береговая охрана США официально признала наличие этого звука рано утром следующего дня, но сообщила, что поиски его источника пока не принесли результатов. Канадский самолёт «CP-140 Aurora» ранее заметил «белый прямоугольный объект», плавающий на поверхности. Судно, отправленное для поиска и идентификации объекта, было перенаправлено для поиска источника шума.

### 21 июня

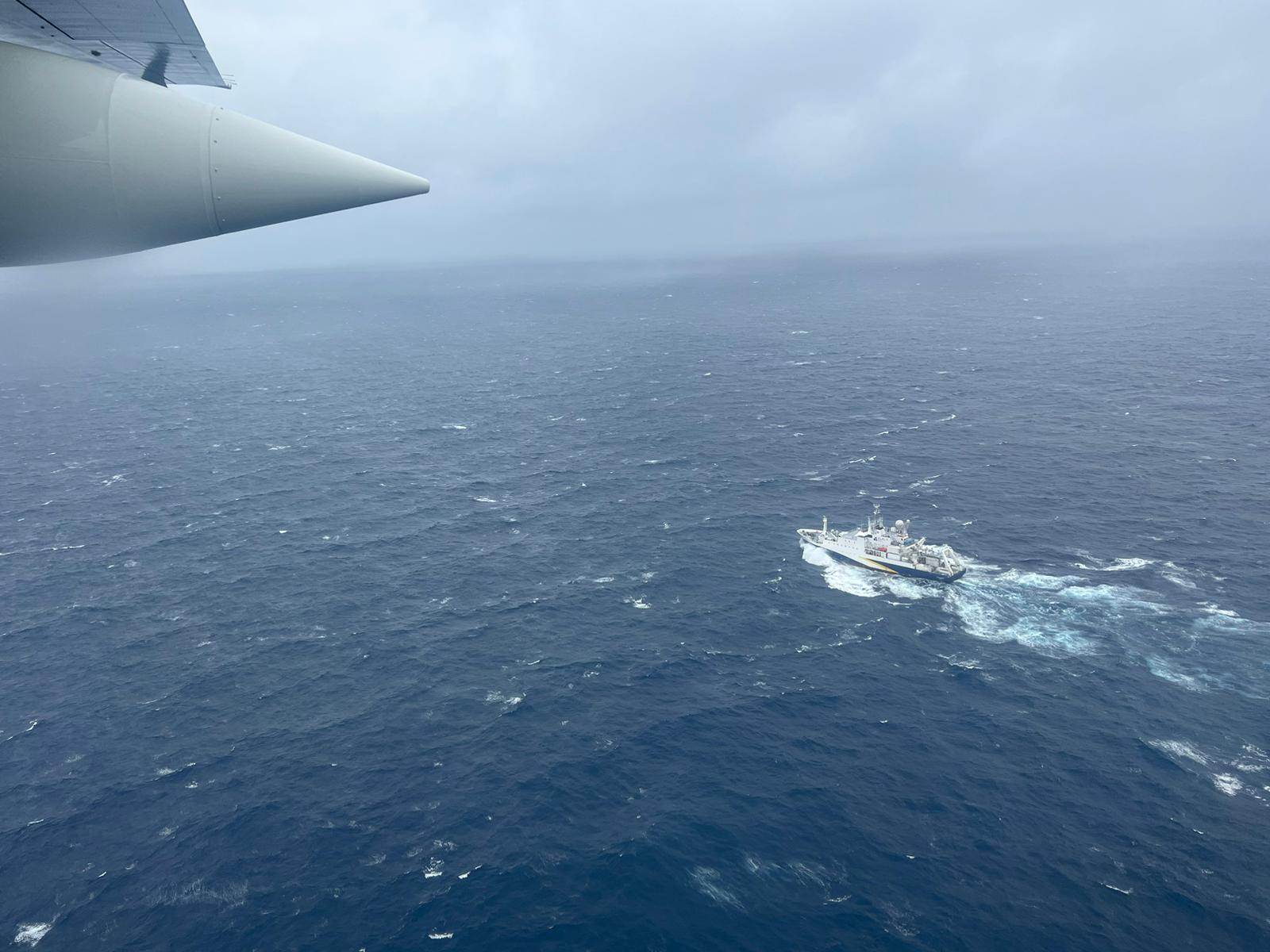
Самолет C-130 береговой охраны США пролетает над французским исследовательским судном L’Atalante во время поиска «Титана»

Несмотря на растущие опасения по поводу уровня кислорода на «Титане», представители Береговой охраны США заявили, что они «на 100 %» продолжают рассматривать исчезновение «Титана» как поисково-спасательную операцию, а не как операцию по извлечению обломков. По состоянию примерно на 15:00 NDT пять воздушных и водных транспортных средств вели активные поиски «Титана», и ещё пять должны были прибыть в ближайшие 24—48 часов. Задействованные на тот момент поисково-спасательные средства включали два подводных аппарата, один самолёт «CP-140 Aurora» и один самолёт «C-130».
В Сент-Джонс прибыла система Flyaway Deep Ocean Salvage System (FADOSS) ВМС США — система подъёма судов, предназначенная для подъёма больших и тяжёлых объектов из морских глубин, хотя кораблей для доставки системы к месту крушения не было. По оценкам официальных лиц, потребуется около 24 часов, чтобы приварить систему FADOSS к палубе корабля-носителя, прежде чем он сможет отправиться на поисково-спасательную операцию.
Вечером 21 июня Береговая охрана США заявила, что следующие средства всё ещё находились в пути для оказания помощи: суда с подводными аппаратами «MV Horizon Arctic», французское исследовательское судно «L’Atalante» и аппарат компании Magellan, самолёт «C-130» ВВС Национальной гвардии США, канадские корабли «CCGS Ann Harvey» и «CCGS Terry Fox», а также канадское судно «Glace Bay».

### 22 июня
Летом 2022 года британская компания Magellan Ltd. провела обширные подводные исследования для создания самого подробного 3D-сканирования места крушения «Титаника», которое было опубликовано 17 мая 2023 года. 19 июня с компанией Magellan связались представители OceanGate и попросили мобилизоваться как можно быстрее. 22 июня один из исследовательских подводных аппаратов компании «Magellan», «Juliet», был погружен на транспортный самолёт «C-17 Globemaster» на Джерси, прибытие в район поиска ожидалось через 48 часов — вылет был задержан на несколько дней из-за «проблем с разрешениями». В 13:30 по МСК, согласно расчётам, на борту должен был закончиться кислород, после чего спасательная операция перешла в поисковую в связи с высокой вероятностью гибели экипажа и пассажиров.
Береговая охрана США заявила, что с помощью подводного дистанционно управляемого аппарата были обнаружены обломки «Титана», из анализа которых следует, что произошло катастрофическое разрушение корпуса аппарата; компания OceanGate признала всех пятерых человек, находившихся на борту, погибшими.

### 28 июня
28 июня 2023 года обломки «Титана» были подняты со дна океана и доставлены на коммерческом судне «Horizon Arctic» в порт канадского города Сент-Джонс.

### 29 июня
29 июня 2023 года береговая охрана США сообщила, что помимо обломков были обнаружены и подняты со дна океана предполагаемые человеческие останки.

## Расследование
23 июня правительства Канады и США объявили о начале расследования инцидента. 25 июня к ним присоединились власти Франции и Великобритании; окончательный отчет будет представлен Международной морской организации.
Расследование в Соединенных Штатах ведет Береговая охрана при поддержке Национального совета по безопасности на транспорте; Береговая охрана берет на себя ведущую роль, поскольку объявила инцидент «крупной морской катастрофой».
28 июня 2023 года металлические обломки «Титана» были выгружены с судна Horizon Arctic береговой охраной США в Сент-Джонсе. Представители Береговой охраны США сообщили, что среди обломков были найдены посадочная рама подводного аппарата и задняя крышка.
16 сентября 2024 года в США начались двухнедельные судебные слушания по делу о гибели «Титана». Были опубликованы сделанные вскоре после катастрофы фотографии найденной на дне кормовой части аппарата, продемонстрирована видеореконструкция последнего погружения «Титана». Также было опубликовано последнее сообщение с «Титана»: несмотря на некоторые проблемы со связью перед потерей контакта экипаж отвечал, что «здесь всё хорошо».
5 августа 2025 года Совет по морским расследованиям (MBI) Береговой охраны США опубликовал доклад по итогам собственного расследования катастрофы «Титана». Эксперты MBI пришли к выводу, что гибель аппарата произошла по вине эксплуатирующей компании OceanGate, а самой катастрофы можно было избежать. Основными факторами, из-за которых произошёл взрыв «Титана», стали недостаточные требования компании к процессам проектирования, сертификации, обслуживания и проверки работы глубоководного аппарата. Среди прочих факторов — несоответствие современным требованиям внутренней и международной нормативной базы для организации подводных работ и эксплуатации судов новой конструкции. Комиссия MBI установила, что OceanGate не устранила аномалии корпуса «Титана» после экспедиции на «Титаник» в 2022 году, а также не провела перед очередным спуском аппарата его профилактического обслуживания или не обеспечила его надлежащее хранение в длительное межсезонье. Кроме выявления причин взрыва «Титана», эксперты MBI по итогам расследования подготовили 17 рекомендаций, направленных на усиление надзора за подводными работами, улучшение координации между федеральными ведомствами и устранение пробелов в международной морской политике.

## Реакции
Говоря о поисково-спасательной операции, Шон Лит, соучредитель и председатель совета директоров компании Horizon, которой принадлежит судно Polar Prince, сказал: «Я работаю в морской индустрии с раннего возраста и видел много разных ситуаций, и я никогда не видел, чтобы оборудование такого рода перемещалось так быстро… Реакция Береговой охраны США, американских военных, людей в аэропорту, людей здесь, различных компаний, которые участвовали в мобилизации этого оборудования… всё было сделано безупречно».
Кинорежиссёр Джеймс Кэмерон был поражён сходством крушений лайнера «Титаник» и глубоководного аппарата «Титан» — в обоих случаях к трагедии привели чрезмерная самонадеянность и игнорирование предупреждений о риске.
Частная американская компания OceanGate Expeditions, которая владела потерпевшим крушение «Титаном», удалила все свои аккаунты из социальных сетей.
В сентябре 2023 года стало известно, что компания MindRiot Entertainment займется разработкой художественного фильма Salvaged об обстоятельствах происшествия.